# Timandra sordidaria
Timandra sordidaria är en fjärilsart som beskrevs av Walker 1862. Timandra sordidaria ingår i släktet Timandra och familjen mätare. Inga underarter finns listade i Catalogue of Life.